# Grigorij Szelichow
Grigorij Iwanowicz Szelichow (ros. Григо́рий Ива́нович Ше́лихов (Ше́лехов); ur. 1747 w Rylsku, zm. 20 lub 31 lipca 1795 w Irkucku) – rosyjski geograf, nawigator, przemysłowiec i kupiec związany z historią Alaski.

## Charakterystyka postaci
Urodził się w bogatej rodzinie kupieckiej. Pracę rozpoczynał jako urzędnik w Rylsku i wykazywał już wtedy duże zainteresowanie kwestiami handlu. Podczas epidemii dżumy w 1770 stracił matkę i młodszego brata. Od 1773 w Kursku, potem, od jesieni tego samego roku w Irkucku, gdzie stał się udziałowcem ośmiu firm, a także handlował futrami. W 1775 wszedł w związek małżeński. Od 1793 był członkiem korespondentem rosyjskiego Wolnego Towarzystwa Ekonomicznego.
W 1784 przeniósł się na Aleuty (na wyspę Unalaska).
Szelichow organizował żeglugę handlową między Wyspami Kurylskimi a Wyspami Aleuckimi od 1775. W latach 1783–1786 poprowadził wyprawy w ramach rosyjskiej kolonizacji Ameryki, w czasie których otwarto pierwsze rosyjskie osiedla w Ameryce Północnej (nadzorował m.in. budowę kolejnych w 1790). Szelichow założył także Rosyjsko-Amerykańską Kompanię Handlową, oficjalnie zarejestrowaną w 1799.

## Upamiętnienie
Jego imieniem nazwano Zatokę Szelichowa na Morzu Ochockim, cieśninę między Alaską i Wyspą Kodiak (Cieśnina Szelichowa) oraz miasto Szelichow w Obwodzie Irkuckim. W rodzinnym Rylsku stoi pomnik ku jego czci.